# Butterfly McQueen
Pour les articles homonymes, voir McQueen.
Butterfly McQueen, née à Tampa, en Floride le 7 janvier 1911, et morte le 22 décembre 1995, est une actrice américaine de cinéma et de télévision.

## Biographie
De son vrai nom Thelma McQueen, elle a commencé sa carrière en tant que danseuse et a pris son prénom d'artiste d'après une danse, la « Butterfly Dance ». Butterfly McQueen a tourné son premier film en 1939, où elle incarne Prissy dans Autant en emporte le vent. Sa carrière se poursuit, en jouant surtout des bonnes et des petites parties. Mais en 1947, fatiguée de jouer des rôles stéréotypés, elle met un terme à sa carrière au cinéma. En 1950, aux côtés d'Hattie McDaniel, sa partenaire d'Autant en emporte le vent, elle joue un autre rôle très stéréotypé pendant deux années dans la série de télévision Beulah (en). Elle a recommencé de tourner pour le cinéma en 1986 dans le film Mosquito Coast.
Elle est morte à Augusta, en Géorgie (États-Unis) des brûlures subies lorsqu'un appareil de chauffage qu'elle a tenté d'allumer a mal fonctionné et a pris feu .

## Filmographie
- 1939 : Femmes (The Women) de George Cukor (non créditée) ;
- 1939 : Autant en emporte le vent (Gone With the Wind) de Victor Fleming ;
- 1943 : Mademoiselle ma femme (I Dood It) de Vincente Minnelli ;
- 1945 : Le Roman de Mildred Pierce (Mildred Pierce) de Michael Curtiz (non créditée) ;
- 1945 : La Belle de San Francisco de Joseph Kane ;
- 1946 : Duel au soleil (Duel in the Sun) de King Vidor.
- 1986 : Mosquito Coast (The Mosquito Coast) de Peter Weir